# Vilaguš
Vilaguš, Viraguš ili Vraguš (mađ. Virágos) je selo u južnoj Mađarskoj.

## Zemljopisni položaj
Nalazi se na 45° 52' 32" sjeverne zemljopisne širine i 18° 28' 21" istočne zemljopisne dužine. Selu (od 2000. gradu) Viljanu je pripojen nakon upravne reorganizacije u Mađarskoj 1950. godine. Nalazi se u 1 km istočno od Viljana, a Maroka i nekad samostalnog sela Marótszentmártona.

## Upravna organizacija
Upravno pripada gradiću Viljanu u Šikloškoj mikroregiji u Baranjskoj županiji. Poštanski broj je 7773.

## Promet
500 m sjeverozapadno od sela je željezničko čvorište na pruzi Pečuh – Mohač gdje istočnim pravcem pruga se nastavlja prema Mohaču, a južni krak ide prema Hrvatskoj, prema Belom Manastiru i dalje prema velikom čvorištu željezničkog prometa Osijeku. 

## Stanovništvo
Prema popisu 2001. je u naselju Vilagušu živjelo 223 stanovnika.

## Vanjske poveznice
- Vilaguš/Viraguš/Vraguš na fallingrain.com